# 宮川米次
宮川 米次（みやかわ よねじ、1885年（明治18年）2月4日 - 1959年（昭和34年）12月26日）は、日本の医学者、病理学者、細菌学者。東京帝国大学伝染病研究所所長を務め、伝染病・感染症の拡大防止、撲滅などに寄与した。号は「豊山」。

## 来歴
愛知県渥美郡豊岡村（現：豊橋市）で、今泉七作の四男として生まれる。愛知県第四中学校卒業後、福江町（現：田原市）の資産家・宮川家の養子となる。
その後、第六高等学校を経て、1910年（明治43年）に東京帝国大学医科大学卒業。1917年（大正6年）2月、医学博士の学位を取得。
1934年（昭和9年）から1940年（昭和15年）には、東京帝国大学伝染病研究所所長を務める。昭和10年（1935年）、鼠径リンパ肉芽腫症の病原微生物（「宮川小体」、英文で「Miyagawa bodies, Miyagawanella」。クラミジア・トラコマチス）を培養確認した。
第二次世界大戦後の1945年（昭和20年）10月に東京帝大を退職。その後、公職追放となる。後に、東芝東生病院院長や東芝生物物理化学研究所の顧問を歴任。1951年（昭和26年）、東京大学名誉教授。1955年（昭和30年）には、宮川小体の研究により日本学士院賞を受賞している。
1959年（昭和34年）夏に、体調を崩して東京大学医学部附属病院に入院。12月になって容体が急変し、12月26日に胃がんのため死去。満74歳没。

## 栄典
- 1945年（昭和20年）10月30日 - 正三位[6]

## エピソード
- 近衛文麿の主治医だった[注釈 2]。橋田邦彦（第2次・第3次近衛内閣、東條内閣の文部大臣）、小泉親彦（第3次近衛内閣の厚生大臣）の入閣には彼の運動があったとされる[7]。

## 著書
- 食養療法學（1929年）克誠堂書店
- 肺結核（1941年）岡西順二郎共著 南山堂書店
- 蒙古文化地帯（1943年）春陽堂書店
- 新撰熱帯病学（1944年）監修 南山堂書店
- 戦争とマラリア（1944年）日本評論社
- 臨牀人体寄生虫病学〈蠕虫病編〉（1948年）日本医書出版
- ヂフテリヤの予防法（1955年）臨牀医学文庫 日本医書出版
- 治療食餌（1955年）金原出版
- 宮川米次名誉教授論文抄録集（1955年）宮川米次名誉教授古稀祝賀会